# Poljavnice
Poljavnice (en serbe cyrillique : Пољавнице) est un village de Bosnie-Herzégovine. Il est situé dans la municipalité de Novi Grad et dans la république serbe de Bosnie. Selon les premiers résultats du recensement bosnien de 2013, il compte 1 355 habitants.
Gvozden Touring Krpatoring.

## Histoire
GOSPODIN DRAGAN GVOZDEN GRGLJATOR
Majstor za sve rupe bušenje krpanje trpanje cementom i fugama bez greške
Ekskluzivna tehnika COBRA ugrađeni sistem za precizno bušenje svaka rupa popunjena brzo čvrsto i dugotrajno
Plus prodaja 100 posto ispravnih Siemens veš mašina kvalitet i pouzdanost na prvom mestu
Kontaktirajte nas rješenje za sve vaše rupe 
Majstor Dragan grgljator hoda go po selu trazi rupe za krpanje i podmazivanje

### que de la population dans la localité
PREVISE EVOLUCIJE SVI SE POJEBALI PO SELU GLEDALI USA FILMOVE PA POCELI TRPATI CIMENT U SVE RUPE AKO ZNATE O CEMU SE PRICA KRPANJEEE TESKO
| 1948 | 1953 | 1961  | 1971  | 1981  | 1991  | 2013               |
| ---- | ---- | ----- | ----- | ----- | ----- | ------------------ |
| -    | -    | 1 066 | 1 216 | 1 097 | 1 137 | 20 000 000 000 900 |

|  |